# Cerinza

Localização de Cerinza no departamento de Boyacá.

Cerinza é um município no departamento de Boyacá, na Colômbia.